# Michel Madore
Pour les articles homonymes, voir Madore.
Ne doit pas être confondu avec Michel Mardore.
Michel Madore, né le 5 novembre 1949, est un écrivain, peintre, sculpteur et musicien québécois.

## Biographie
Né à Montréal en 1949, Michel Madore fait ses études en mathématiques à l'Université du Québec à Montréal. Il poursuit ses études à la maîtrise en science politique, où il publie son mémoire intitulé « L'Analyse d'un processus de décision au Gouvernement du Québec : le cas du Musée du Québec », sous la direction de James Iain Gow.  
Il déménage à Paris en 1977. Jusqu'en 1981, il poursuit sa carrière en tant que compositeur et instrumentiste, menant à la création de deux albums : Michel Madore & le Komuso à cordes (1976) ainsi que La chambre nuptiale (1978). Il interprète lui-même chacun des instruments présents sur ce deuxième album, soit « claviers, guitare, percussion, instruments à vent et effets sonores ». Le premier album, tourné vers le rock progressif, laisse place à un second au son plus près de la musique électronique. 
Également peintre, il se consacre à cet art à partir de 1983. Les œuvres de Madore, créées sur du papier morcelé, sont souvent des autoportraits dans lesquels sa vulnérabilité est assumée. En effet, selon l'artiste Bernard Paquet, ses « secrets, ses angoisses, ses sentiments, ses amours » sont représentés avec transparence afin que le public puisse se les approprier. 
En 2017, il publie son premier recueil d'essais, Ratures et repentirs, aux Éditions du Noroît. Son œuvre se présente comme un « carnet de route jalonné des questions et réflexions » que l'artiste a rencontré durant son parcours. 
Dans le cadre des Journées sur la Littérature québécoise, la Délégation générale du Québec à Bruxelles met en place l'exposition Madore chez les poètes québécois, qui porte sur les dessins et calligraphies que l'artiste produit pour ses poèmes et ceux de Claude Beausoleil, Jean Royer et Pierre Perrault. 
Depuis 1988, il expose régulièrement en France et à l'international, en plus de participer à des événements artistiques. Ses oeuvres font partie de la collection du FRAC - Ile-de-France - Le Plateau à Paris et du Musée d'art contemporain de Baie-Saint-Paul au Québec.  

## Œuvres

### Essais
- Michel Madore, Ratures et repentirs, Montréal, Éditions du Noroît, coll. « Chemins de traverse », 2017, 75 p. (ISBN 9782897660734)

### Disques
- Stanley ; Ballade, [enregistrement sonore], Barclay, Montréal, 1976.
- Michel Madore & le Komuso à cordes, [enregistrement sonore], Barclay, Montréal, 1976.
- La chambre nuptiale, [enregistrement sonore], Kébec-disc, Montréal, 1978.

## Expositions solo
- 1988 : Galerie ETC..., Forcalquier
- 1992 : Galerie Caroline Corre, Paris
- 1993 : Galerie ETC..., Forcalquier
- 1994 : Galerie Le Cercle Bleu, Metz
- 1995 : Galerie Graphes, Paris
- 1996 : Quebec Bookshop, Paris
- 1996 : Château Les Bouysses, Mercues
- 1997 : Centre Culturel, Trois-Rivières
- 1997 : Galerie Lillebonne, Nancy
- 1998 : Galerie Guigon, Paris
- 1998 : Bibliothèque nationale du Québec, Montréal
- 1998 : Institut français, Fribourg
- 1999 : avec André Fournelle, Chapelle Brigittines, Brussel
- 1999 : Galerie Szog Art, Szeged
- 1999 : Galerie Parti, Pecs
- 1999 : Galerie Contrast, Brussel
- 2000 : Konschaush Beim Engel, Luxembourg
- 2001 : Centre Culturel Jacques Prévert, Mers-les-Bains
- 2002 : Galerie Contrast, Brussel
- 2003 : Basilique Saint-Urbain, Troyes
- 2003 : Galerie Figure, Paris
- 2003 : Chapelle Notre Dame de la Sagesse, Paris
- 2004 : Les Chemins de la Parole, Ancienne Justice de Paix, St-Cyprien
- 2005 : Cathédrale de Meaux, France
- 2005 : Église Saint-Pierre de Nonnains, Metz
- 2007 : Musée des Arts de Guangdong, Guangzhou
- 2007 : Cathédrale de Rouen, Rouen
- 2008 : Chapelle du Collège, France
- 2008 : Shanghai Refined Nest Gallery, Shanghai